# Hylesicida crassitarsus
Hylesicida crassitarsus là một loài tò vò trong họ Ichneumonidae.